# 索羅斯基金管理公司
索罗斯基金管理公司（Soros Fund Management, LLC，简称SFM）是一家美国私人控股的投资管理公司。该公司由匈牙利裔美国投资家乔治·索罗斯於1970年创立。公司总部位于纽约。